# SpV Hohenzollern-Hertha Kiel
SpV Hohenzollern-Hertha Kiel was een Duitse voetbalclub uit Kiel, in de deelstaat Sleeswijk-Holstein.

## Geschiedenis
In 1910 werd FV Hohenzollern Kiel opgericht en in 1911 FC Hertha. Beide clubs fuseerden later tot SpVgg Hohenzollern-Hertha. In 1917 speelde de club voor het eerst in de hoogste klasse van de Kielse competitie. Na de Eerste Wereldoorlog was de club een van de weinigen in Duitsland die de naam Hohenzollern, vernoemd naar het Duitse keizershuis, niet uit de clubnaam bande.
Door hervormingen speelde de club van 1920 tot 1922 in de tweede klasse. In 1922 ging de Sleeswijk-Holsteinse competitie van start. In 1923/24 eindigde de club derde, achter de twee grote Kielse clubs Kieler SVgg Holstein en FVgg Kilia Kiel. Het volgende seizoen werd de competitie in twee reeksen gesplitst en nu werd de club tweede, achter het oppermachtige Holstein, dat alle wedstrijden won. Ook de volgende twee seizoenen eindigde de club telkens tweede achter Holstein.
In 1927/28 plaatste de top drie van beide groepen zich voor de finalegroep. Hier moest de club na Holstein ook nog VfB Union-Teutonia 1908 Kiel voor laten gaan en werd slechts derde.
In 1928 ging de club failliet. De spelers van de club richtten de nieuwe club VfB Kiel op dat in de naam het jaartal 1910 draagt, het oprichtingsjaar van FV Hohenzollern.